# 巴拉紹韋 (伊瓦尼夫卡區)
46°40′22″N 34°24′8″E / 46.67278°N 34.40222°E
巴拉紹韋（烏克蘭語：Балашове）是位於烏克蘭南部的村莊，由赫爾松州海尼切斯克區的伊萬尼夫卡市鎮負責管轄。該村始建於1913年，面積52.8平方公里，海拔高度37米，2001年人口540，人口密度每平方公里10.2人。